# Сан Фернандо (долина)
Вижте пояснителната страница за други значения на Сан Фернандо.
Сан Фернандо е долина в Южна Калифорния, САЩ.
Половината площ на град Лос Анджелис се пада в долината. Долината е голяма около 673 кв. км и се намира северно от останалата част на град Лос Анджелис.
В долината живеят 1,76 милиона души. Населението към 2008 г. включва 43,4 % бели (с неиспански или латиноамерикански произход), 40,8 % с испански или латиноамерикански произход (испаноамериканците са с пряк или косвен произход от Испания и също могат да бъдат бели), 3,4 % афроамериканци, 10,1 % азиатци.
Други градове в долината са Бърбанк, Глендейл, Сан Фернандо, Хидън Хилс и Калабасас.
1. ↑  5391956 //   Посетен на 13 август 2021 г.